# Bitwa o Remagen

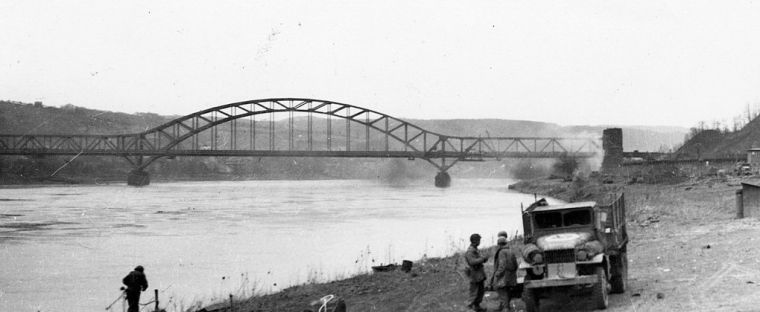
Widok ogólny zdobytego mostu

Bitwa o Remagen – 18-dniowe starcie zbrojne stoczone podczas inwazji aliantów na Niemcy pod koniec II wojnie światowej. Bitwa trwała od 7 do 25 marca 1945 roku, kiedy to siły amerykańskie niespodziewanie zdobyły nienaruszony most Ludendorffa nad Renem. Udało im się go utrzymać pomimo niemieckich kontrataków i zbudować dodatkowe tymczasowe przeprawy przez rzekę. Obecność przyczółka na Renie przyspieszyła o trzy tygodnie planowaną przez zachodnich aliantów przeprawę przez Ren do wnętrza Niemiec.
Po przełamaniu linii Zygfryda, 9 Dywizja Pancerna 1 Armii Stanów Zjednoczonych niespodziewanie szybko posunęła się w kierunku Renu. Amerykanie byli bardzo zaskoczeni, widząc jeden z ostatnich mostów na Renie, który wciąż stał nienaruszony. Niemcy zaminowali most ok. 2800 kilogramami ładunków wybuchowych. Kiedy próbowali go wysadzić, zdetonowała tylko część materiałów wybuchowych. Wojska amerykańskie zdobyły most i szybko rozszerzyły swój pierwszy przyczółek na Renie, dwa tygodnie przed skrupulatnie zaplanowaną przez marszałka Bernarda Montgomery'ego operacją Plunder. Działania armii amerykańskiej uniemożliwiły Niemcom przegrupowanie się na wschód od Renu i skonsolidowanie ich pozycji.
W bitwie o kontrolę nad mostem Ludendorffa zarówno siły amerykańskie, jak i niemieckie po raz pierwszy zastosowały w walce nowe rodzaje broni i taktykę. Przez następne 10 dni, od zdobycia mostu 7 marca 1945 roku aż do jego zniszczenia 17 marca, Niemcy użyli praktycznie każdej dostępnej im broni, próbując go zniszczyć. Obejmowało to ataki piechoty i pojazdów pancernych, ostrzał z haubic, moździerzy, miny morskie, zaminowane łodzie, działo kolejowe, rakiety V-2 i superciężki moździerz Karl-Gerät kal. 600 mm. Niemcy zaatakowali również most, używając nowo opracowanych bombowców turboodrzutowych Arado Ar 234B-2. Aby chronić most przed samolotami, Amerykanie rozmieścili wokół niego największą koncentrację broni przeciwlotniczej, jaką osiągnęli podczas II wojny światowej, co doprowadziło do „największych walk artylerii przeciwlotniczej w historii Ameryki”. Amerykanie naliczyli 367 różnych samolotów niemieckiej Luftwaffe atakujących most w ciągu następnych 10 dni. Twierdzili, że zestrzelili prawie 30 procent z nich. Niemieckie ataki powietrzne nie powiodły się.
14 marca Adolf Hitler nakazał generałowi SS Hansowi Kammlerowi wystrzelenie rakiet V2 w celu zniszczenia mostu. Był to pierwszy raz, kiedy rakiety te zostały użyte przeciwko celowi taktycznemu a nie strategicznemu i jedyny raz, kiedy zostały wystrzelone na cel położony na terytorium Niemiec. 11 wystrzelonych rakiet zabiło sześciu Amerykanów i kilku niemieckich cywilów w pobliskich miejscowościach, ale żadna nie wylądowała bliżej niż około 500 metrów od mostu. Kiedy Niemcy wysłali oddział siedmiu marynarzy-dywersantów ubranych we włoskie aparaty do nurkowania, Amerykanie byli gotowi również na to zagrożenie. Po raz pierwszy użyli w walce ściśle tajnych czołgów Canal Defence Light, które skutecznie wykrywały płetwonurków w ciemności, aż ci zostali zabici lub schwytani.
Nagłe zdobycie mostu na Renie było wiadomością pojawiającą się na pierwszych stronach wszystkich amerykańskich gazet. Niespodziewane przejęcie przyczółka po wschodniej stronie Renu na ponad dwa tygodnie przed operacją Plunder pozwoliło alianckiemu dowódcy Dwightowi Eisenhowerowi zmienić plany ostatniej ofensywy wojny w Europie. Alianci byli w stanie szybko przetransportować pięć dywizji przez Ren do Zagłębia Ruhry, przemysłowego serca Niemiec. Most przetrwał miesiące bombardowań lotniczych, bezpośrednich trafień artyleryjskich i celowych prób wyburzenia. Ostatecznie zawalił się o godzinie 15:00 17 marca, zabijając 33 amerykańskich saperów i raniąc 63. Ale do tego czasu inżynierowie armii amerykańskiej ukończyli budowę mostu pontonowego typu M1940 i M1938, a następnie mostu Baileya przez Ren. Ponad 125 000 żołnierzy z sześciu dywizji utworzyło przyczółek wzmocniony czołgami, działami i ciężarówkami. Amerykanie wyrwali się z przyczółka 25 marca 1945 roku, 18 dni po zdobyciu mostu w Remagen.
Most Ludendorffa nie został odbudowany po II wojnie światowej. W 2020 roku zainicjowano plany budowy zastępczej kładki dla pieszych i rowerzystów. Nie ma innej przeprawy przez rzekę na odcinku 44 km i pływa tam przez nią niewiele promów. Tak skutki bitwy i zniszczenia mostu w 1945 roku są odczuwalne przez lokalną społeczność do dziś.